# Jan Górski
Jan Górski, pseudonyme : Mikołaj Bereśniewicz, Jan Florczak, Julian Szablewski, Chomik, Ribas, Samowar (né en 1905 à Odessa, mort en 1945) est un militaire polonais, l'un des initiateurs du corps des forces spéciales de diversion et d'espionnage, dont les agents furent surnommés „Cichociemni”.

## Biographie
Jan Górski fit sa formation à Odessa puis il y trouva du travail. Il était lié au mouvement scout polonais et travaillait comme agent d'espionnage pour le compte de la Polska Organizacja Wojskowa (Organisation militaire polonaise). Quand éclata la guerre avec les Bolchéviques, en 1920, il intégra le Corps des Cadets nr 2 à la forteresse de Modlin avec lesquels il prit part aux combats. Avant que n'éclate la Deuxième Guerre mondiale il avait fini sa formation à l'École polytechnique et à la Grande École de Guerre de Varsovie.
Dans la période de la campagne de Pologne il fut muté à l'État-major polonais du Naczelne Dowództwo Wojska Polskiego, et ensuite, après l'Invasion soviétique de la Pologne il quitta le pays en passant par la Roumanie pour se diriger vers la France.
Il fut l'un des initiateurs du système de communication aérienne entre le Gouvernement polonais en exil, le haut commandement militaire polonais, et le Związek Walki Zbrojnej (l'Union de la lutte armée -- prémices de l'Armia Krajowa).
L'idée de former une unité de parachutistes, qui aurait donc à exécuter des missions qu'on lui confierait pour des actions directes, fut exprimée en France le 30 décembre 1939 (elle demeura sans réponse) et, peu après, le 21 janvier 1940 elle fut envoyée directement au général Kazimierz Sosnkowski. Plus tard, après la capitulation de la France, le capitaine ingénieur Jan Górski en compagnie du capitaine Maciej Kalenkiewicz à l'état-major de Londres ont continué à travailler pour la création de cette unité en Angleterre. Jan Górski a contribué à la mise en place des détails et travaillé sur les rapports qui devaient mettre en forme ce projet.
Après la fin de sa formation en mars 1943, il fut envoyé d'Angleterre dans les environs de Grodzisk Mazowiecki pour rejoindre les forces de l'Armia Krajowa sur Białystok. Plus tard, il commanda des actions de résistance et de diversion dans la zone de Varsovie et de Cracovie.

### Circonstances de sa mort
On ne les connaît pas exactement. Il a été arrêté à Cracovie en août 1944 et fut tué par les occupants. D'après certains il aurait été fusillé, d'autres disent qu'il a disparu alors qu'il tentait de s'évader du camp de concentration allemand de Flossenbürg où il était emprisonné.

### Décorations
Jan Górski a été décoré de l'ordre de Virtuti Militari et a reçu deux fois la Krzyż Walecznych.